# Джон Макбрайд
Джон Ендрю Макбрайд (на английски: Jon Andrew McBride) e американски военен пилот и астронавт на НАСА, участник в един космически полет.

## Образование
Джон Макбрайд завършва колежа Woodrow Wilson High School, Бекли, Западна Вирджиния през 1960 г. През 1964 г. завършва университета на Западна Вирджиния, а през 1971 г. получава бакалавърска степен по аерокосмическо инженерство от Института за следдипломна квалификация на USN в Монтерей, Калифорния.

## Военна кариера
Джон Макбрайд е на служба в USN от 1965 г. Лети на изтребител F-4 Фантом. Участва във Виетнамската война и извършва 64 бойни полета в югоизточна Азия. През 1976 г. завършва школа за тест пилоти. В кариерата си повече от 8800 полетни часа, от тях около 4700 – на реактивни самолети.

## Служба в НАСА
Джон Е. Макбрайд е избран за астронавт от НАСА през юни 1978 година, Астронавтска група №8. Завършва общия курс на обучение през август 1979 г. Включен е в екипа, който разработва софтуера на космическата совалка. След това получава назначение като CAPCOM офицер на мисиите STS-5, STS-6 и STS-7. Участва в един космически полет и има 197 часа в космоса. Предвиден е за командир на мисията STS-61E през лятото на 1986 г., но полетът е отменен поради катастрофата с Чалънджър. През 1988 г. Дж. Макбрайд е номиниран за командир на мисията STS-35 (ASTRO-1). Полетът е предвиден за 1990 г., но напуска НАСА преди това.

### Полети
Джон Макбрайд лети в космоса като член на екипажа на 1 мисия:
| Космически полет на Джон Ендрю Макбрайд                       | Космически полет на Джон Ендрю Макбрайд | Космически полет на Джон Ендрю Макбрайд | Космически полет на Джон Ендрю Макбрайд | Космически полет на Джон Ендрю Макбрайд | Космически полет на Джон Ендрю Макбрайд | Космически полет на Джон Ендрю Макбрайд |
| №                                                             | Дата                                    | КК                                      | Емблема на мисията                      | Функции                                 | Продължителност                         |                                         |
| ------------------------------------------------------------- | --------------------------------------- | --------------------------------------- | --------------------------------------- | --------------------------------------- | --------------------------------------- | --------------------------------------- |
| 1                                                             | 5 октомври 1984                         | „Чалънджър“, мисия STS-41C              |                                         | Пилот                                   | 8 денонощия 05 часа 23 мин. 33 сек.     |                                         |
| Сумарно време в космоса – 8 денонощия 05 часа 23 мин. 33 сек. |                                         |                                         |                                         |                                         |                                         |                                         |

## Награди
- Легион за заслуги;
- Медал за отлична служба;
- Въздушен медал (3);
- Медал за похвала на USN и USMC;
- Медал за служба в USN;
- Медал за национална отбрана;
- Медал за участие във Виетнамската война;
- Медал на НАСА за участие в космически полет.